# Egentliga agamer
Egentliga agamer (Agama) är ett släkte i familjen agamer bestående av omkring 40 arter.
De finns i sydöstra Europa, hela Afrika och sydligaste Asien. De utmärker sig genom en nedtryckt, platt kroppsform. Annars känns de igen på sitt korta, trekantiga, baktill ansvällda huvud. På halsen finns vanligtvis ett eller två väl utbildade tvärveck. Svansen bekläds antingen av tegellagda eller av taggiga, kretsställda fjäll.
Exemplaren lever ofta på marken eller på trädstammar eller murar nära marken. De har ingen kam av taggiga fjäll på hjässan. Dessa ödlor kan tappa sin svans vid fara. Några arter kan tidvis byta till en annan kroppsfärg. Hos flera medlemmar av släktet har hannar och honor en avvikande färg. Flera arter äter växtdelar och smådjur och några släktmedlemmar äter främst myror. Efter natten ligger individerna en längre tid i solen.
Hannar försvarar inget revir men under parningstiden strider de ibland med hjälp av tänderna och svansen. Arterna saknas i mycket fuktiga områden. Honan lägger flera ägg per tillfälle och hos flera arter sker fortplantningen flera gångar under året.
IUCN listar nästan alla arter som livskraftiga (LC).

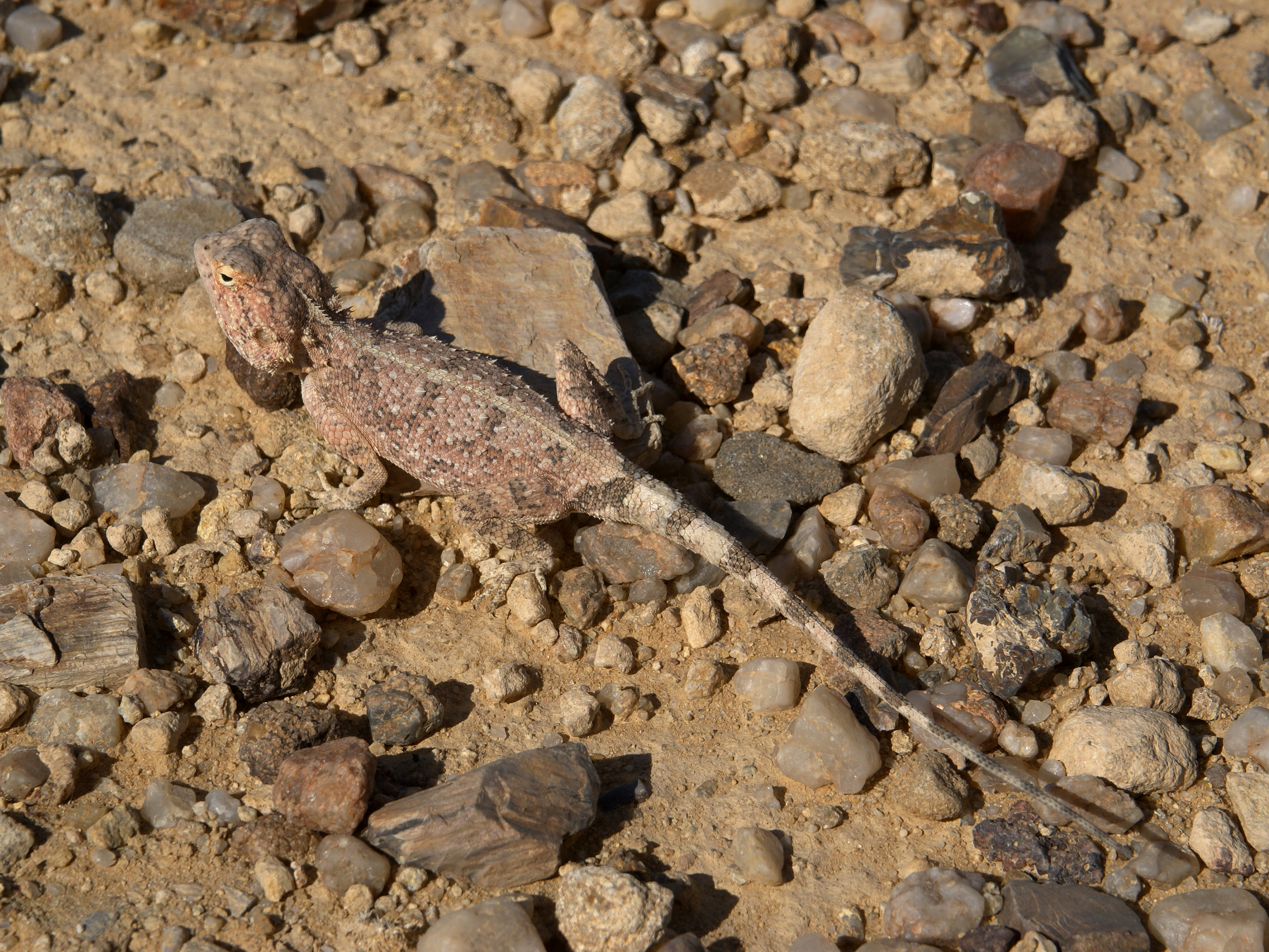
Agama aculeata
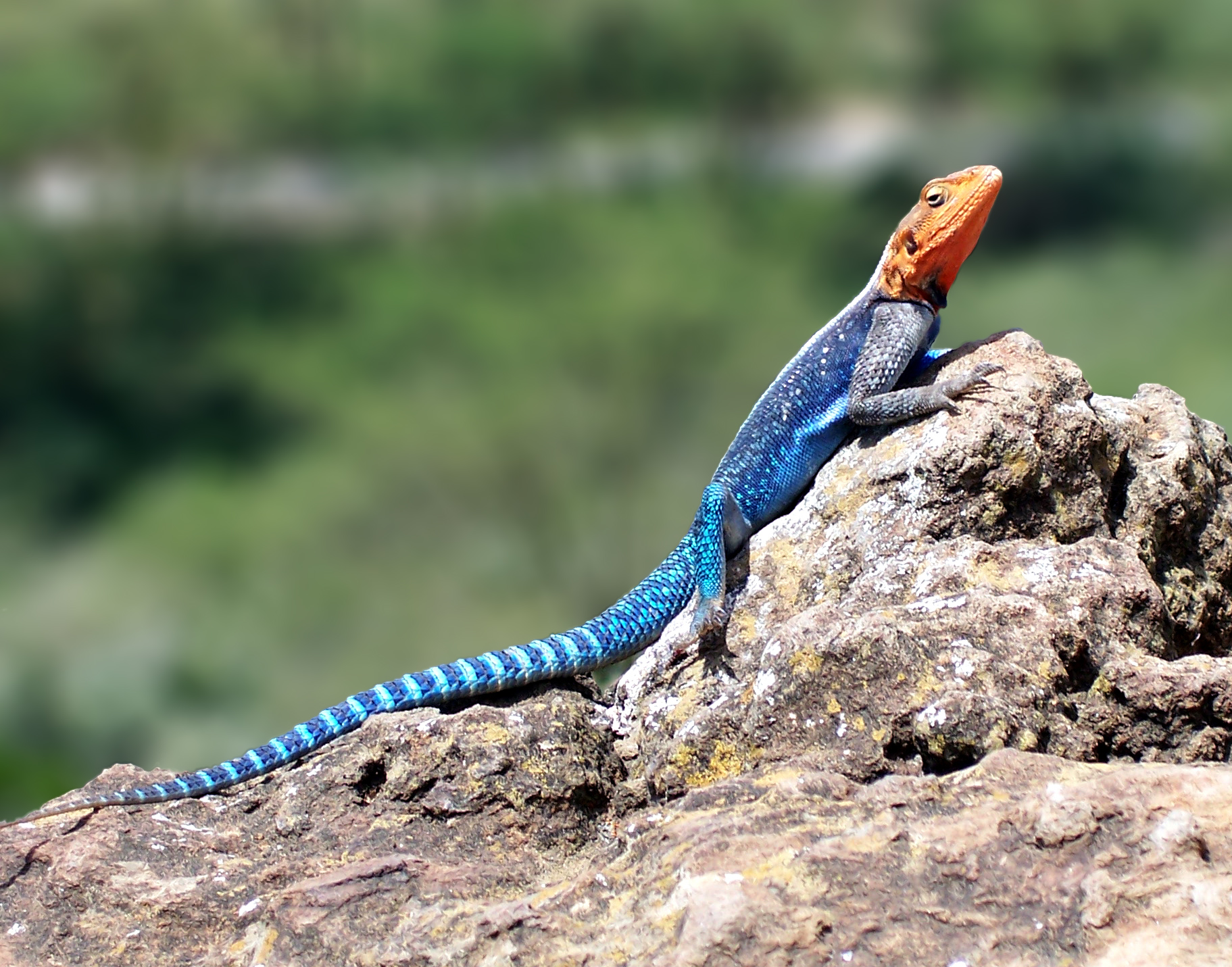
Agama agama
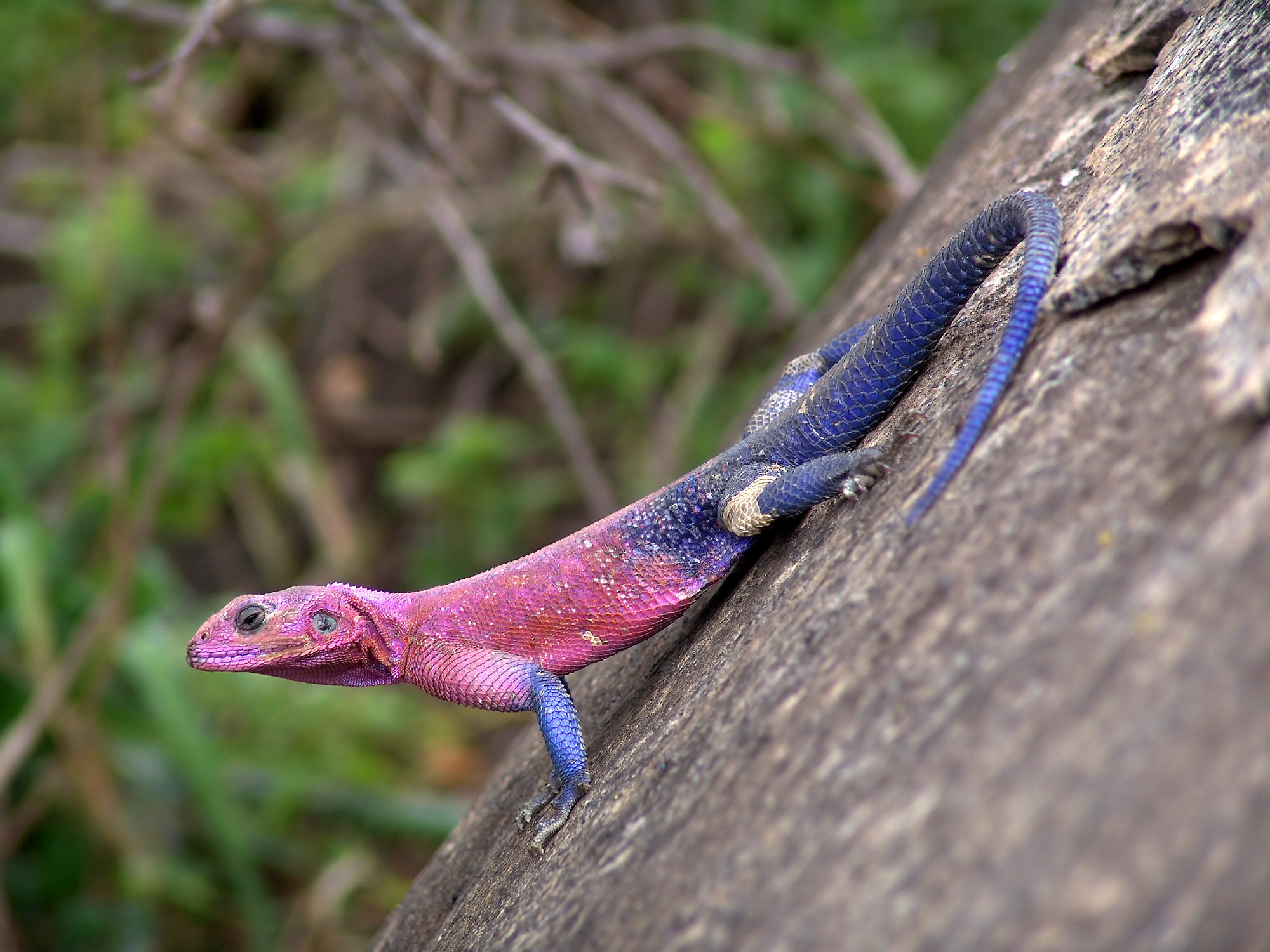
Agama mwanzae

## Arter tillAgama, i alfabetisk ordning[1]
- Agama aculeata
- Agama agama
- Agama anchietae
- Agama armata
- Agama atra
- Agama bocourti
- Agama bottegi
- Agama boueti
- Agama boulengeri
- Agama caudospinosa
- Agama cornii
- Agama doriae
- Agama etoshae
- Agama finchi
- Agama gracilimembris
- Agama hartmanni
- Agama hispida
- Agama impalearis
- Agama insularis
- Agama kirkii
- Agama lionotus
- Agama mehelyi
- Agama montana
- Agama mossambica
- Agama mwanzae
- Agama paragama
- Agama persimilis
- Agama planiceps
- Agama robecchii
- Agama rueppelli
- Agama sankaranica
- Agama spinosa
- Agama weidholzi